# Guns N' Roses
Guns N' Roses (Ґанз-н-ро́узес, укр. Стволи й троянди) — американський хард-рок-гурт. Його заснували 1985 року в Лос-Анджелесі, Каліфорнія, співак Ексл Роуз, гітаристи Трейсі Ганз та Іззі Стредлін. Дебютував у 1986 з мініальбомом Guns N' Roses, здобув всесвітню популярність з виходом Appetite for Destruction у 1987 році, який очолив хіт-парад Billboard 200. Успіх продовжив і наступний альбом  G N' R Lies (1988), який здобув друге місце у хіт-параді Billboard 200. За час існування склад колективу неодноразово змінювався.
Guns N' Roses видали 5 студійних альбомів, 2 EP, 1 концертний альбом і 3 музичних DVD. Загальний тираж проданих дисків гурту становить 90 мільйонів копій в усьому світі (39 мільйонів у США.) Більш 10-ти років гурт пропрацював над платівкою Chinese Democracy, яка вийшла в світ 23 листопада 2008 року. Альбом заборонили в Китаї, за повідомленнями через натяк (у назві основного треку) на критику уряду Китайської Народної Республіки, і посилання на Гонг Falun. В китайському комуністичний уряді заявили (через контрольовану державою газету), що назва альбому «направляє вістря спису на Китай».
Guns N' Roses відродили панування рок-музики, в той час, коли були популярними такі жанри як глем-метал та танцювальна музика. Їхня творчість у період кінця 80-х і на початку 90-х характеризується як «гедоністичне бунтарство», що нагадує ранні The Rolling Stones. Guns N' Roses здобули собі репутацію «найбільш небезпечного гурту у світі». Класичний склад гурту, разом з пізніми учасниками Рідом і барабанщиком Меттом Сорумом, включили до Зали Слави Рок-н-Ролу у 2012 році.

## Історія

### Створення гурту
Вокаліст Ексл Роуз (справжнє ім'я Вільям Брюс Роуз-молодший) та його шкільний друг гітарист Іззі Стредлін приїхали в Лос-Анджелес з міста Лафаєт штату Індіана на початку 1980-х. Ексл брав участь у кількох гуртах, включаючи Hollywood Rose, де разом з ним грав Іззі, і L.A. Guns, учасником якої був гітарист Трейсі Ганз.
У березні 1985 року Ганз і Роуз створили гурт Guns N' Roses, в яку з Hollywood Rose також прийшов Іззі Стредлін, а з L.A. Guns — ударник Роб Гарднер (Rob Gardner) і басист Оле Байху (Ole Beich), якого незабаром замінив Дафф Маккаган (Duff McKagan). Музичний стиль гурту являв собою суміш року, хард-року, блюзу, панку.
Під час гастролей в Сіетлі Трейсі Ганз і Роб Гарднер не змогли брати участь у першому концерті, і тоді Роуз запросив виступити з ними гітариста Сола Слеш Хадсона та ударника Стівена Адлера (Steven Adler). На початку 1986 року вони стали постійними учасниками гурту та склався «класичний» склад: Ексл Роуз (вокал), Слеш (соло-гітара), Іззі Стредлін (ритм-гітара), Дафф Маккаган (бас-гітара), Стівен Адлер (ударні).

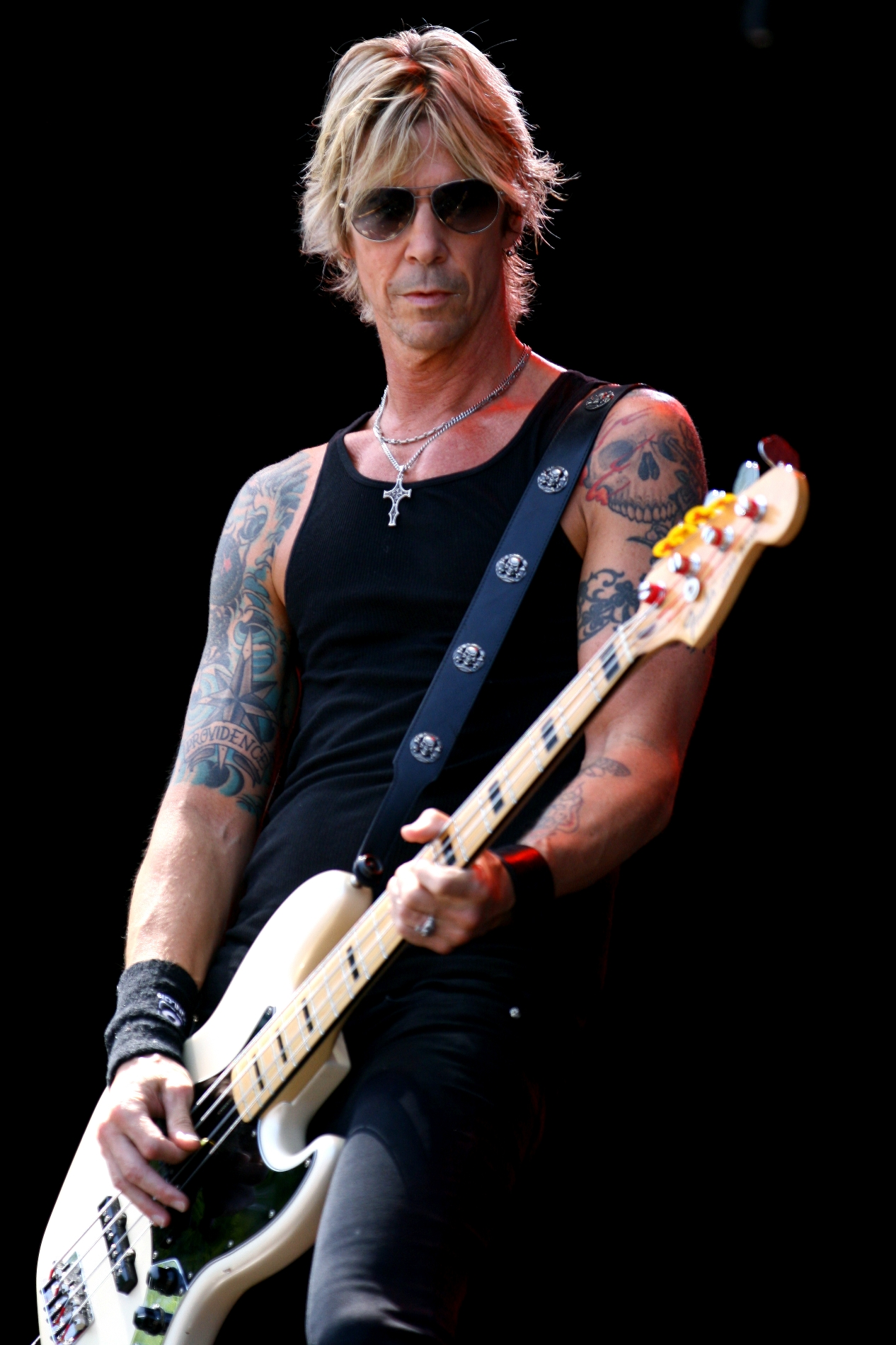
Дафф Маккаган, 2014 рік
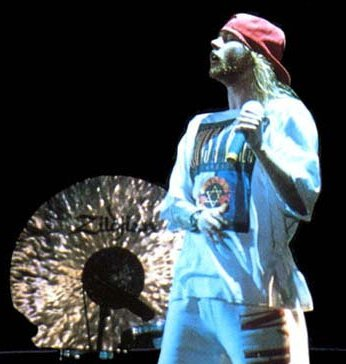
Аксл Роуз
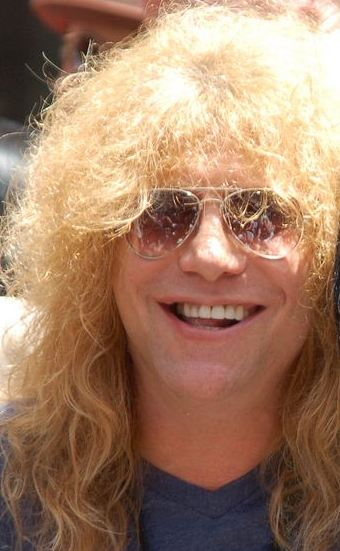
Стівен Адлер
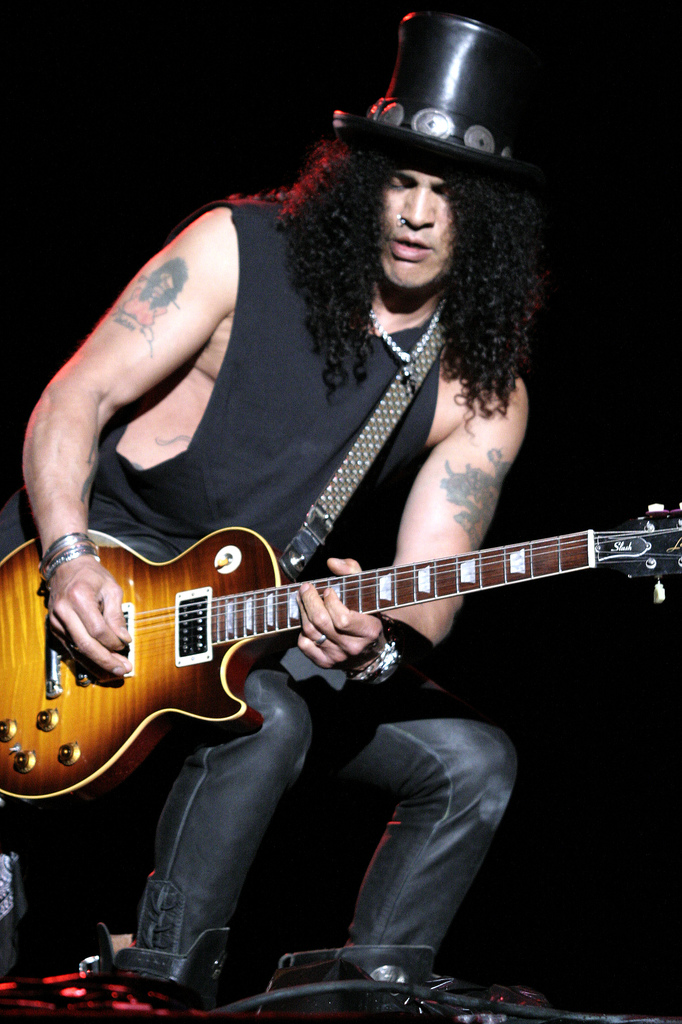
Слеш
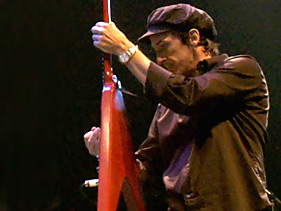
Іззі Стредлін

### Перший запис

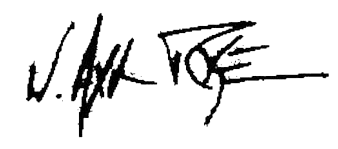
Автограф Аксла Роуза

У грудні 1986 гурт на власні гроші випустила міні-альбом «Live?! * @ Like a Suicide», створивши для цього власну незалежну компанію UZI Suicide Records. З чотирьох композицій, що увійшли до альбому, лише дві були власного створення — «Reckless Life» і «Move To The City», які були написані Роузом у співавторстві з Крісом Веббером (Chris Webber) ще в той час, коли обидва вони були учасниками гурту Hollywood Rose. Дві інші композиції — це пісня гурту Rose Tatoo «Nice Boys» і «Mama Kin» гурту Aerosmith. Попри те, що на записі чути крики, свист та аплодисменти, музиканти згодом визнали, що запис насправді було зроблено у студії, а шум з «живого» концерту було просто накладено. Через два роки всі чотири композиції були перевидані в складі альбому GN 'R Lies.

### «Відкриття»
Менеджер компанії Geffen Records Том Зутаут (Tom Zutaut) побачив виступ Guns N' Roses в клубі Трубадур (Troubadour). Щоб відбити охоту у конкурентів, він заявив, що гурт йому не сподобався, а сам запропонував музикантам контракт. Аксель Роуз зажадав аванс в 75 тисяч доларів, а потім повідомив Тому, що він пообіцяв співробітниці компанії Крісаліс (Chrysalis), що гурт підпише контракт з нею, якщо вона пройде голою по бульвару Сансет. За словами Зутаута, він серйозно побоювався, що це може статися, і три дні поки контракт був не підписаний, постійно визирав з вікна свого офісу, що виходив на бульвар Сансет — чи не з'явиться на ній його гола конкурентка. Алан Нівен (Alan Niven) був найнятий як менеджер і гурт розпочав запис свого першого довгограючого альбому.

### Appetite For Destruction
Альбом «Appetite For Destruction» вийшов в США 21 липня 1987 року. Для композиції «Welcome To The Jungle» («Ласкаво просимо до джунглів»), що відкривала альбом, був знятий кліп і вона вийшла в США у вигляді синглу. Спочатку альбом та сингл не добилися помітного успіху, поки Девід Гіффен (David Geffen) — засновник компанії Geffen Records — не переконав керівництво MTV включити кліп «Welcome To The Jungle» у нічний ефір. І хоча відеокліп показували в малопривабливий час, близько 4 години ранку, глядачі його помітили та стали дзвонити та замовляти його. Пісня була про Лос-Анджелес, хоч і написана у Сіетлі, кліп знімався у Нью-Йорку. Згідно розповіддю Роуза, натхнення для тексту пісні до нього прийшло після зустрічі, коли він та його друг виходили з автобуса у Нью-Йорку, а бездомний, намагаючись налякати молодих хлопців, почав кричати: «Ви знаєте, куди потрапили? Ви у джунглях, дітки. Тут ви і помрете!». Пісня була використана у фільмі Брудного Гаррі «Мертвий Басейн» 1988, з Клінтом Іствудом у головній ролі. Члени гурту мали епізодичну роль у фільмі.
У Великій Британії перед випуском альбому спочатку надійшов у продаж сингл «It 's So Easy» — друга за рахунком композиція на диску. Гурт швидко завоювала популярність у британському радіоефірі, а 28 липня 1987 року вона з величезним успіхом виступила у відомому лондонському клубі Marquee. Записані на цьому концерті пісні «It 's So Easy», «Knocking on Heaven's Door» Боба Ділана та «Whole Lotta Rosie» гурту AC/DC згодом видавалися як додаткові треки на різних синглах, а в Японії був виданий диск «Live From The Jungle» («Живцем із джунглів»), в який увійшли майже всі пісні з цього лондонського концерту.
Спочатку на обкладинці альбому був поміщений малюнок Роберта Вільямса (Robert Williams), який зображав монстра з кинджалами замість зубів, що нападає на робота, який схилився над бездушною жінкою в розірваній сукні і зі спущеними трусами. Гурт повідомив, що задум був «символічною соціальною заявою, де робот представляє індустріальну систему, яка забруднює та ґвалтує навколишнє середовище». Численні скарги від різних релігійних та громадських груп змусили деякі магазини продавати диски загорнутими в коричневий папір або якось інакше закривати малюнок, або взагалі відмовитися від продажу альбому. В результаті дизайн обкладинки був змінений — на нього помістили малюнок татуювання, яку зробив собі Ексл. Вона зображує голови учасників гурту у вигляді черепів, розташовані на тлі хреста. Малюнок, який був на обкладинці спочатку, був згодом надрукований всередині вкладиша компакт-диска.
Другим синглом з цього альбому, що вийшов в США, була композиція «Sweet Child O' Mine». вона стала хітом літа 1988 року і відтоді постійно з'являється в радіо-і телеефірі. На хвилі цього успіху був також перевиданий сингл «Welcome To The Jungle».
До моменту випуску чергового синглу «Paradise City» альбом «Appetite For Destruction» досяг першого місця в хіт-параді Billboard. «Welcome To The Jungle», «Sweet Child O' Mine» і «Paradise City» всі побували в десятці Billboard Hot 100. Нині тираж «Appetite For Destruction» становить близько 30 млн копій, включаючи 18 млн у Сполучених Штатах, що робить його найпродаванішим дебютним альбомом усіх часів у США і також 11 в загальному самим продаваним у Сполучених Штатах.

### GN'R Lies
6 грудня 1988 року Geffen випустили платівку «GN 'R Lies», на першу сторону якої увійшли всі пісні з міні-альбому «Live?! @ Like A Suicide», а на другу — чотири акустичних треки, записані з Майком Клинком в січні 1988 року в студії Rumbo. Одним з них, до речі, стала нова версія пісні «You 're Crazy». За словами Даффа, акустичні речі були записані за одну ніч, причому в далеко не тверезому стані. Також в ту ніч було зроблено запис пісні «Cornchucker», але вона так і не була видана.
У лютому 1989 року «GN 'R Lies» потрапляє до п'ятірки найпродаваніших альбомів США за даними журналу «Billboard». В цей же час в п'ятірці все ще знаходився «Appetite For Destruction» Так Guns N' Roses стали єдиними виконавцями 80-х, одразу два диски якій перебували у Топ 5 одночасно.
Вихід диска викликав чергову хвилю скандалів, пов'язаних з гуртом. Цього разу преса накинулася на пісню «One In A Million», в якій Ексл наїжджає на негрів, поліцейських, іммігрантів та гомосексуалів одразу. Ексл заявив, що пісня являє собою чесне відображення його почуттів, і ніхто не має права засуджувати його за те, що він говорить правду.
Тим не менш, в червні сингл «Patience», узятий з «GN 'R Lies», займає 4 місце в американському хіт-параді, а 11 вересня гурт отримує нагороду MTV в категорії «Best Heavy Metal/Hard Rock Video» за відеокліп «Sweet Child O' Mine».

### Use Your Illusion
1990 року, Guns N' Roses повернулися в студію, щоб почати робити запис їх найамбітнішого проєкту. Під час запису партії ударних для «Civil War» барабанщик Стівен Адлер був нездатний добре грати через проблеми з кокаїном та героїном — гурту довелося зробити майже 30 повторів в студії. В результаті Адлер був звільнений в липні 1990-го та замінений колишнім барабанщиком гурту Cult Меттом Сорум, якому Ексл приписує порятунок гурту. Кілька місяців раніше Діззі Рід, який грає на клавішних інструментах, став шостим членом гурту, приєднавшись як повноцінний учасник. Гурт звільнив свого менеджера, Алана Нівена, в травні 1991-го, замінивши його Дугом Голдстеіном. Згідно зі статтею 1991 року з журналу Rolling Stone, Роуз викликав звільнення Нівена (попри побажання деяких учасників гурту), відмовляючись закінчити альбоми до тих пір, поки той не буде замінений.
З достатньою кількістю музики для двох альбомів, гурт випустив Use Your Illusion I та Use Your Illusion II 17 вересня 1991. Тактика окупилася, коли альбоми дебютували під номерами # 2 і # 1 відповідно в чарті Billboard, встановивши світовий рекорд, оскільки вони стали першим та єдиним гуртом дотепер, що досягли цього успіху. Альбоми провели 108 тижнів у чарті.
Guns N' Roses супроводили альбоми «Use Your Illusion» багатьма відео, включаючи «Don 't Cry», «November Rain» і «Estranged» — одні з найдорожчих відео за всю музичну історію. Балада «November Rain» (третє місце в хіт-параді США) стала найзатребуванішим відео на MTV, в кінцевому підсумку отримавши в 1992 р. нагороду MTV Video Music Award за найкращу кінематографію. Це також найдовша пісня в історії чартів з усіх, що потрапляли в найкращу десятку, тривалістю 8 хвилин 56 секунд. У шоу, організованому за підсумками нагородження, гурт виконав пісню разом з Елтоном Джоном, акомпанувавшим на фортепіано.
Після випуску альбому Guns N' Roses вирушили у 28-місячний тур «Use Your Illusion World Tour». Він став відомим завдяки його фінансовому успіху, а також багатьом спірним інцидентам, які сталися на показах, і досі є найдовшим туром в історії року.

### The Spaghetti Incident?
23 листопада 1993 року Guns N' Roses випустили колекцію панк-й глем-кавер-версій, названих «The Spaghetti Incident?». Попри протести колег Ексла, не відрекламована кавер-версія на пісню серійного вбивці Чарльза Менсона «Look at Your Game Girl» ввійшла до альбому. Кілька років по тому, Роуз сказав, що він видалить пісню з нового видання альбому, стверджуючи, що критики і ЗМІ неправильно витлумачили його інтерес до Менсона. Ексл можна бачити у чорній футболці із зображенням Менсона у відеокліпі на пісню «Estranged» з «Use Your Illusion II», а також в червоній футболці з Менсоном в репортажі з шоу в Milton Keynes в Англії 1993 року. У цій версії футболки був додатковий текст на спині «Charlie Don't Surf». Напис «Look at Your Game Girl» досі знаходиться на альбомі. «The Spaghetti Incident?» не відповідав успіху «Use Your Illusion», і напруженість у гурті зросла.

### На межі розпаду
Інтерв'ю з учасниками гурту Guns N' Roses дозволяють припустити, що між 1994 та 1996 роками гурт час від часу починав писати та записувати новий матеріал, більша частина якого, згідно зі Слешем, була написана Екслом. У той час гурт мав намір випустити одиночний альбом з 10 або 12 піснями.
Щодо проблем гурту із записом на той момент, наводиться цитата Ексл: «Ми все ще потребували співпраці гурту в цілому, щоб писати кращі пісні. Оскільки нічого подібного не сталося, то це — причина, по якій матеріал був зіпсований»
Пізніше Слеш і Дафф Маккаган покинули гурт, і таким чином всі оригінальні учасники (крім Ексл) пішли з Guns N' Roses. 1994-й був останнім роком, коли Ексл проводив прес-конференції чи виступав, аж до 2001 р. Єдина робота Ексл в 1994 р. була дуетом з Брюс Спрінгстін на кавер-версії пісні The Beatles «Come Together». Тим не менш фактичний розпад Guns N' Roses ніколи не відбувався, оскільки нові учасники приймалися в гурт, як лише старі йшли. (Для отримання додаткової інформації про зміни учасників за ці роки див. статтю: «учасники групи Guns N' Roses»).
McKagan був останнім з оригінального складу Guns N' Roses, хто покинув гурт; в 1997 він був замінений Томмі Стінсон (раніше з The Replacements). До кінця 1998 з'явилася нова версія Guns N' Roses; багато музикантів з'являлися й ішли з гурту, але в основі гурту були Роуз, Стінсон, клавішник Діззі Рід і мульти-інструменталіст Кріс Пітман.
1999 року з'явилася нова пісня «Oh My God», стиль якої тяжів до індастріалу. Вона увійшла в саундтрек до фільму «Кінець світу».
Лише 2001 року Guns N' Roses в новому складі вийшли на концертну сцену. Відтоді регулярно дають концерти, де грають як старі класичні композиції, так і нові пісні з альбому «Chinese Democracy».

### Chinese Democracy
«Chinese Democracy» — довгоочікуваний шостий студійний альбом Guns N' Roses став великою сенсацією. Адже його чекали понад 15 років. Попередній альбом гурту, «The Spaghetti Incident?», що повністю складається з кавер-версій пісень різних панк- та глем-рокових ансамблів кінця 1970-х - початку 1980-х років, вийшов 1993 року, а останні альбоми з власними піснями Guns N' Roses вийшли ще 1991 року. До другої половини 1990-х у складі колективу зберігся всього один оригінальний учасник, вокаліст Ексл Роуз. За деякими відомостями, на запис нового диска було витрачено як мінімум сім років роботи і 13 мільйонів доларів. Альбом офіційно вийшов у продаж 23 листопада 2008 року. За перший місяць було продано 1,5 мільйони копій.

### Відновлення гурту, «Не в цьому житті … Тур» та майбутнє (2015— до цього часу)
У грудні 2015 року, через кілька днів після того, як тизер, що стосується Guns N' Roses, з'вився в кінотеатрах, журнал Білборд (Billboard) повідомив, що Слеш зібрався поновити свою участь в гурті і «возз'єднаний» склад гурту буде хедлайнером на фестивалі Коачела (Coachella) 2016. Оргкомітет фестивалю Коачела у прес-релізі підтвердив, що Маккаган і Слеш повернулись до гурту. Перший концерт гурту за участі Слеша і Маккагана відбувся 8 та 9 квітня 2016 року в нещодавно побудованому комплексі T-Mobile Arena (Лас-Вегас, Невада, США). 25 березня 2016 року гурт анонсував, що відвідає 21 місто в рамках Північно-Американського концертного туру «Не в цьому житті… Тур» (Not in This Lifetime… Tour).
1 квітня 2016 року у клубі Трубадур (Troubadour, Los Angeles) відбувся неанонсований концерт гурту. Мелісса Різ замінила Кріса Пітмана на клавішах.
Під час шоу в Трубадурі Ексел Роуз впав та зламав ногу. Для подальших виступів Роузу дали спеціально обладнаний т. зв. трон Дейва Грола (Dave Grohl, колишній барабанщик гурту Nirvana, та засновник гурту Foo Fighters), що його використовував для виступів Грол, коли сам зламав ногу.
Під час виступу на фестивалі Коачела (Coachella), гітарист гурту AC/DC Анґус Янґ (Angus Young) долучився до гурту Ганз'н-Роузез на сцені (Ексл Роуз долучиться до туру AC/DC вокалістом, через хворобу Брайана Джонсона (Brian Johnson)). Це була лише третя поява Анґуса Янґа як гостьового гітариста у складі іншого гурту з 1977 року.
Шостого липня 2016 року, під час шоу в Цинциннаті (Cincinnati, Ohio, USA) до виступу долучився колишній барабанщик гурту Стівен Адлер (Steven Adler). Адлер взяв участь у виконанні двох композицій: «Out to Get Me» та «My Michelle». Це був перший раз з 1990 року.

## Підтримка України
Під час повномоштабного вторгнення росії, вони на своєму концерті в ОАЕ показали зруйновані українські міста, руїни, будинки у вогні.

## Дискографія
- Appetite for Destruction (1987)
- G N' R Lies (1988)
- Use Your Illusion I (1991)
- Use Your Illusion II (1991)
- The Spaghetti Incident? (1993)
- Live Era: '87-'93 (1999)
- Chinese Democracy (2008)